# Jörn-Uwe Lommel
Jörn-Uwe Lommel (* 21. Februar 1958 in Siegen) ist ein deutscher Handballtrainer und ehemaliger Nationalspieler. 

## Karriere
Aus der Jugend des RSV Eiserfeld im Siegerland kommend, begann er seine Karriere in Leverkusen. Über die Stationen TUSEM Essen und TSV Bayer Dormagen kam er zum TV Niederwürzbach, wo er 1993 seine aktive Laufbahn beendete. Er bestritt insgesamt 210 Bundesligaspiele und erzielte dabei 293 Tore. Als Nationalspieler bestritt er 14 Länderspiele für Deutschland.
Lommels erste Trainerstation war der TV Niederwürzbach, mit dem er 1995 den Euro-City-Cup gewann. Über TUSEM Essen und den TuS Nettelstedt kam er in die Schweiz zu den Grasshoppers Zürich. Nach einem Jahr wurde er Nationaltrainer Ägyptens. 2005 übernahm er den Zweitligisten Füchse Berlin, den er in die Handball-Bundesliga führte. Ab Dezember 2009 hatte er einen Dreijahresvertrag als Cheftrainer für den kompletten Nachwuchs unter dem Nationalteam Ägyptens, wo er von 2003 bis 2005 Nationaltrainer war. Von 2014 bis 2017 war er Assistenztrainer seines Essener Mitspielers Alfreð Gíslason beim THW Kiel. Ab dem Frühjahr 2018 bis zum Herbst 2019 trainierte er die chinesische Frauen-Nationalmannschaft. Im Mai 2025 übernahm er interimsweise den deutschen Zweitligisten ASV Hamm-Westfalen. Nachdem der ASV Hamm-Westfalen am Saisonende 2024/25 in die 3. Liga abgestiegen war, unterschrieb er einen Einjahresvertrag beim ASV Hamm-Westfalen.

## Erfolge
als Spieler
- Deutscher Meister 1986 (TuSEM Essen)[14]
- Vizemeister 1993 (TV Niederwürzbach)

als Trainer
- City-Cup-Gewinner 1995 mit dem TV Niederwürzbach
- Afrikameister mit Ägypten 2004
- Aufstieg mit den Füchsen Berlin in die erste Liga Saison 2006/2007
- Sicherer Klassenerhalt als Aufsteiger in der Saison 2007/08